# Nadleśnictwo Łagów
Nadleśnictwo Łagów – jednostka organizacyjna Lasów Państwowych podległa Regionalnej Dyrekcji Lasów Państwowych w Radomiu. Siedziba nadleśnictwa znajduje się w Woli Łagowskiej, w powiecie kieleckim, w województwie świętokrzyskim.
Nadleśnictwo obejmuje część powiatów kieleckiego, opatowskiego i ostrowieckiego oraz niewielki fragment powiatu staszowskiego. Graniczy z Świętokrzyskim Parkiem Narodowym.

## Historia
Leśnictwo Łagów powstało w XIX w. Nadleśnictwo Łagów powstało po odzyskaniu przez Polskę niepodległości.
Wg danych z 2017 r. Nadleśnictwo powierzchnia Nadleśnictwa wynosi  14 687,75 ha.

## Ochrona przyrody
Na terenie nadleśnictwa znajdują się cztery rezerwaty przyrody:
- Góra Jeleniowska
- Małe Gołoborze
- Szczytniak
- Zamczysko.

## Drzewostany
Typy siedliskowe lasów nadleśnictwa (z ich udziałem procentowym):
- las wyżynny świeży 21,81%
- las górski świeży 17,94%
- bór świeży 14,99%
- las mieszany wyżynny świeży 13,78%
- las mieszany świeży 10,37%
- las mieszany górski świeży 6,71%
- bór mieszany świeży 4,97%
- las mieszany wyżynny wilgotny 2,47%
- bór mieszany wilgotny 1,65%
- las wyżynny wilgotny 1,62%
- las świeży 1,06%
- las mieszany wilgotny 1,04%

Gatunki lasotwórcze lasów nadleśnictwa (z ich udziałem procentowym):
- sosna 45,6%
- jodła 26,4%
- buk 17,6%
- dąb 5,6%
- pozostałe 4,8%